# Leukoplasten

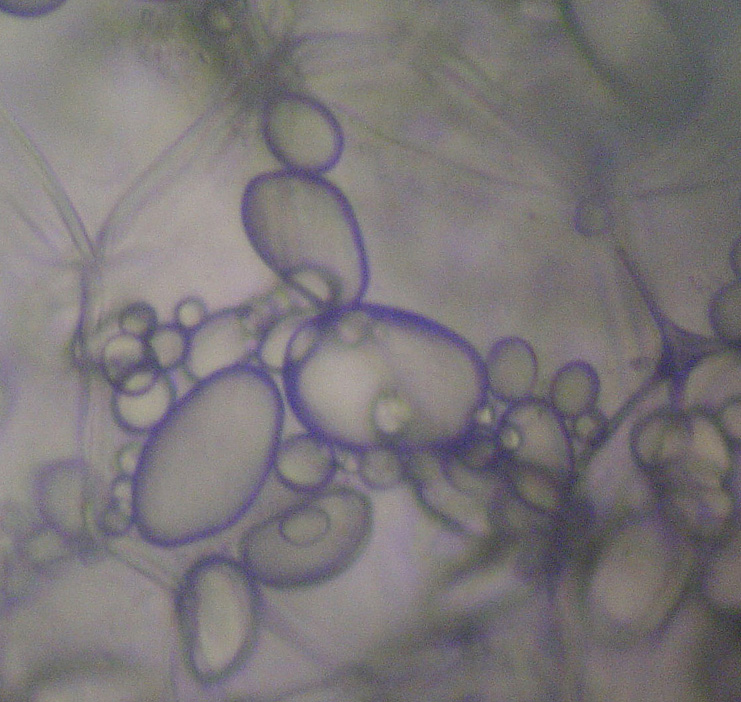
Amyloplasten einer Kartoffel

Leukoplasten (weißer Plastid von altgriechisch λευκός leukós, deutsch ‚weiß‘ und altgriechisch πλαστός plastós, deutsch ‚geformt‘) sind eine inhomogene Gruppe von Organellen in Algen und pflanzlichen Zellen. Neben den Chromoplasten und Chloroplasten bilden sie eine Untergruppe der Plastiden. Leukoplasten sind farblos, enthalten demnach kein Chlorophyll und betreiben keine Photosynthese. Sie befinden sich im Grund- und Speichergewebe. Dort dienen sie der Speicherung von Öl (Elaioplasten), Proteinen (Proteinoplasten) und Stärke (Amyloplasten).
Leukoplasten entstehen aus Proplastiden. Sie sind evolutionsgeschichtlich vermutlich aus Chloroplasten hervorgegangen, die ihre Photosynthesefähigkeit verloren haben. Einige Leukoplasten können sich durch Lichtreize in Chloroplasten und Chromoplasten umwandeln.

## Aufbau
Leukoplasten sind morphologisch vielfältig und zeichnen sich durch ein geringfügig entwickeltes Membransystem aus.

## Funktion
Die Hauptfunktion besteht in der Synthese von Monoterpenen (flüchtige Bestandteile von pflanzlichen Ölen), vor allem zur chemischen Abwehr vor Pathogenen und Fressfeinden (Vorkommen daher in epidermalen Schichten, die nach außen angrenzen).
Außerdem können Leukoplasten als Proteinspeicherort fungieren (siehe auch Proteinoplast).

## Einteilung
- Plastid
  - Chloroplast bzw. Etioplast
  - Chromoplast
  - Leukoplasten
    - Amyloplast
    - Ölkörper (Elaioplast)
    - Proteinoplast